# Solar Fake
Solar Fake (с англ. — «Фальшивое солнце») — электронный сольный проект Свена Фридриха.

## История
В 2006 году Свен Фридрих, известный по группам Zeraphine и Dreadful Shadows, начинает создание электронного проекта под названием Solar Fake. В 2008 году он выпускает первый альбом Broken Grid.
В 2009 году состоялся релиз EP Resigned, тираж которого был ограничен (600 экземпляров).
В 2011 году выходит второй альбом Frontiers. В течение восьми недель он находился на первом месте в немецком чарте DAC (Deutsche Alternative Charts).
В декабре посетили Россию в рамах музыкального фестиваля Synthetic Snow.
В 2012 году Solar Fake впервые становятся участниками Amphi Festival.

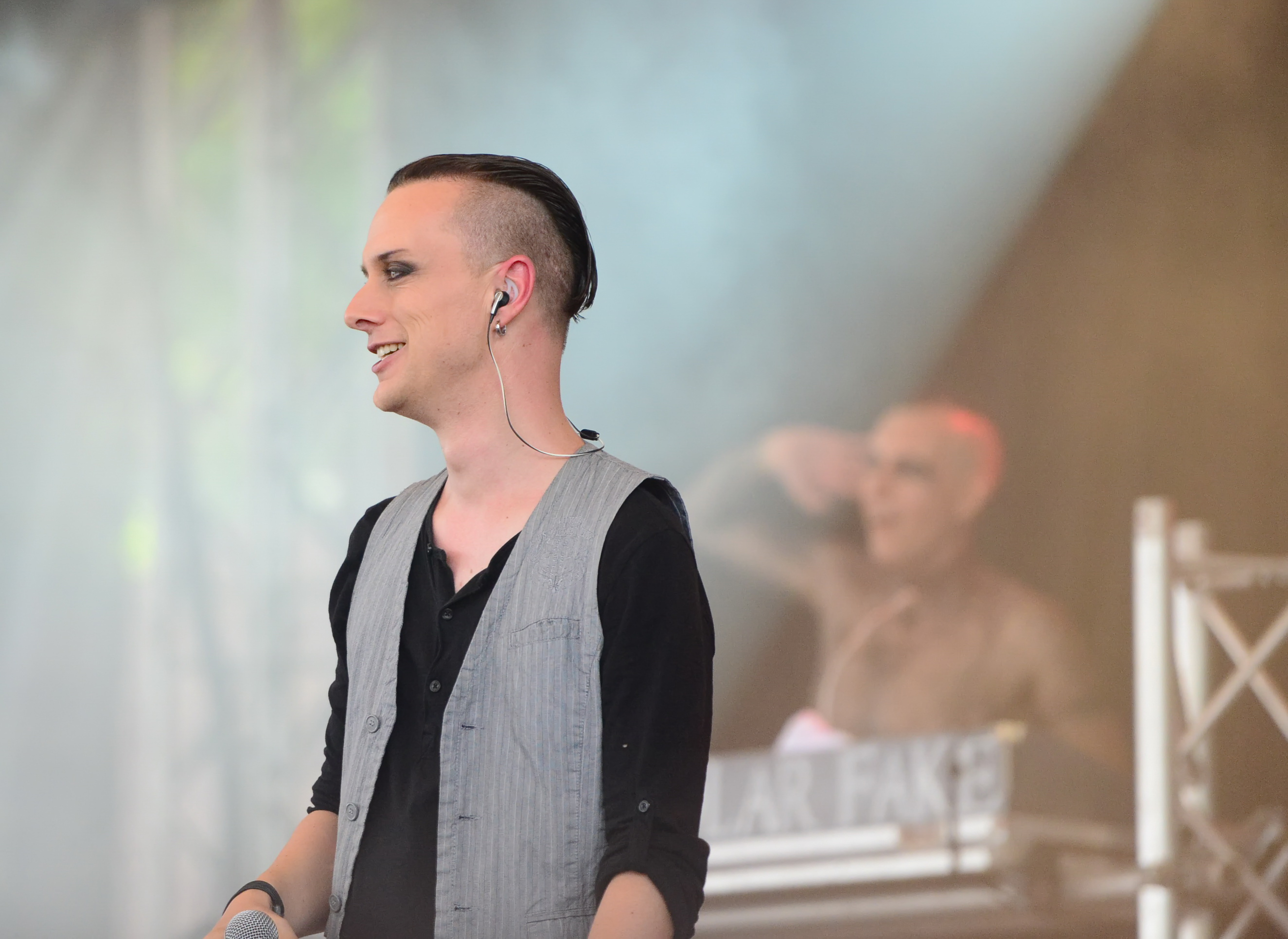
Solar Fake на Amphi Festival (2014)

В октябре 2013 года Solar Fake выпускают третий по счёту альбом Reasons to Kill.  В ноябре группа дала свой первый концерт в Тель-Авиве, а в декабре — в Барселоне и Мадриде.
В январе 2014 года начинается тур в поддержку нового альбома. Группа даёт концерты в Германии, России и Швейцарии.
В первой половине 2014 года в качестве второго концертного клавишника к группе присоединился Андре Феллер, бывший соратник Свена по Dreadful Shadows. Вскоре другой клавишник Франк покидает группу по личным причинам.
Летом 2014 года Solar Fake вновь выступают на фестивале Amhpi.
В 2015 году коллектив выступает на фестивале Blackfield.
25 сентября Solar Fake выпустили сингл «All the Things You Say» тиражом в 777 экземпляров.
30 октября 2015 года вышел четвёртый полноформатный альбом, который получил название Another Manic Episode.
В конце 2015 года Solar Fake вернулись в Россию, вновь выступив на Synthetic Snow.
В 2016 году музыканты совершили тур по городам Германии. Тур получил название Manic Episodes Tour.
Летом Solar Fake приняли участие в фестивале Amphi.
В сентябре музыканты выступили в Финляндии.
В октябре Solar Fake посетили Россию в третий раз, дав концерты в Москве и Санкт-Петербурге.
В 2017 году прошёл большой акустический тур с музыкантами шварц-сцены, получивший название Sedated.
24 мая 2024 года Solar Fake выпускает свой седьмой альбом «Don't Push This Button!».

## Состав
- Свен Фридрих — основатель, автор текстов и аранжировок, исполнитель всех музыкальных и вокальных партий.
- Андре Феллер — концертный клавишник.

## Дискография

### Альбомы
- 2008: Broken Grid
- 2011: Frontiers
- 2013: Reasons to Kill
- 2015: Another Manic Episode
- 2018: You Win. Who Cares? (20-е место в официальном альбомном чарте Германии)
- 2021 Enjoy Dystopia  2024: Don't Push This Button!

### Мини-альбомы
- 2009: Resigned (ограниченное издание)
- 2015: All the Things You Say (ограниченное издание)

### Синглы
- 2018: «Sick of You» (1-е место в альтернативном чарте Германии)

### Видеоклипы
- 2011 — «More Than This»
- 2013 — «The Pages»
- 2015 — «All the Things You Say»
- 2016 — «I Don't Want You in Here»
- 2016 — «Under control»
- 2017 — «Stay»
- 2018 — «Sick of You»
- 2020 — «This Pretty Life» (Official Music Video)
- 2021 — «It's Who You Are» (Official Music Video)
- 2024 — «This Generation Ends» (Official Music Video)
- 2024 — «Not so Important» (Official Music Video)